# Zdobycie St. Augustine
Zdobycie St. Augustine – zdobycie miasta St. Augustine na Florydzie, będącego pod kontrolą hiszpańską, przez angielskich żołnierzy dowodzonych przez Francisa Drake’a. Jest to część angielskiej wyprawy do hiszpańskich terytoriów w Ameryce, będącej zapowiedzią nadchodzącej wojny angielsko-hiszpańskiej (1587–1604). W wyniku zdobycia miasta przez Anglików, osada została zrównana z ziemią.